# C-SPAN
C-SPAN（Cable-Satellite Public Affairs Network）はアメリカ合衆国議会を中心に、政治を専門とするケーブルチャンネルのことである。

## 概要
C-SPANは1979年3月19日に開局。主に議会中継や、一般教書演説や民主党全国大会、共和党全国大会などの生中継行事、アーカイブなどが中心である。
本部は首都のワシントンD.C.にある。

## 主な番組
- After Words（アフター・ワード）
- America and the Courts
- Booknotes（ブックノート）
- Road to the White House（ホワイトハウスへの道）
- Q&A
- ワシントン・ジャーナル

## 外部サイト
- C-SPAN